# La scappatella
La scappatella (Der kleine Seitensprung) è un film del 1931 diretto da Reinhold Schünzel.

## Produzione
Il film fu prodotto dall'Universum Film (UFA).

## Distribuzione
Distribuito dall'Universum Film (UFA), uscì nelle sale cinematografiche tedesche dopo essere stato presentato in prima a Berlino il 14 agosto 1931.